# Julija Starodubzewa
Julija Wolodymyriwna Starodubzewa (ukrainisch Юлія Володимирівна Стародубцева, engl. Transkription Yulia Starodubtseva; * 12. Februar 2000 in Kachowka) ist eine ukrainische Tennisspielerin. 

## Karriere
Starodubzewa spielt überwiegend auf Turnieren der ITF Women’s World Tennis Tour, wo sie bereits vier Titel im Einzel und drei im Doppel gewann.

### College Tennis
Sie spielte 2017 bis 2022 für die Lady Monarchs der Old Dominion University.

## Turniersiege

### Einzel
| Nr. | Datum            | Turnier         | Kategorie | Belag     | Finalgegnerin | Ergebnis       |
| --- | ---------------- | --------------- | --------- | --------- | ------------- | -------------- |
| 1.  | 5. März 2023     | Spring          | ITF W25   | Hartplatz | Maria Mateas  | 6:3, 2:6, 6:2  |
| 2.  | 18. Juni 2023    | Sumter          | ITF W60   | Hartplatz | Karman Thandi | 6:75, 7:5, 6:4 |
| 3.  | 30. Juli 2023    | Dallas          | ITF W60   | Hartplatz | Wang Yafan    | 3:6, 6:2, 6:2  |
| 4.  | 15. Oktober 2023 | Rancho Santa Fe | ITF W60   | Hartplatz | Lulu Sun      | 7:5, 6:3       |

### Doppel
| Nr. | Datum            | Turnier         | Kategorie | Belag     | Partnerin       | Finalgegnerinnen               | Ergebnis         |
| --- | ---------------- | --------------- | --------- | --------- | --------------- | ------------------------------ | ---------------- |
| 1.  | 22. April 2023   | Zephyrhills     | ITF W25   | Sand      | Marija Kononowa | Jada Hart Rasheeda McAdoo      | 7:5, 6:3         |
| 2.  | 12. August 2023  | Landisville     | ITF W100  | Hartplatz | Sophie Chang    | Olivia Gadecki Mai Hontama     | kampflos         |
| 3.  | 15. Oktober 2023 | Rancho Santa Fe | ITF W60   | Hartplatz | Makenna Jones   | Tatjana Prosorowa Madison Sieg | 6:3, 4:6, [10:6] |